# 長保寺 (可児市)
長保寺（ちょうほうじ）は、岐阜県可児市久々利に所在する臨済宗妙心寺派（龍泉派光國院下）の寺院で、山号は桂昌山。久々利領主久々利土岐氏菩提寺である。
長保年間の創建と伝わり、寺号はそれにちなんでいる。創建時の開山、開基および宗派については詳らかでない。久々利領主となった土岐三河守が再興したと伝わり、寺に伝わる過去帳には久々利頼興ら土岐三河守三代の法名が記されている。その後、回禄に遭ったため、永禄年間に可成寺から栄岩を招き、中興を果たした。
寺宝として天正年間に購入したと伝わる室町時代の作とみられる三千仏図を所蔵し、可児市の文化財に指定されている。そのほか、宝永2年から正徳9年に写された大般若経、年代不詳の十界図、涅槃図や達磨図を有する。